# Com que Voz
Pour plus de détails, voir Fiche technique et Distribution.
Com que voz est un documentaire portugais réalisé par Nicholas Oulman, sorti en 2009.

## Synopsis
Alain Oulman est né à Lisbonne en 1928 dans une famille juive traditionnelle.
Il était passionné de lecture, de musique et d’Amália Rodrigues avec laquelle il a collaboré de très près.
Poursuivi par le régime de Salazar, il fut emprisonné et dut s’exiler en France où il dirigea les éditions Calmann-Levy.
Il semble avoir mené plusieurs vies à la fois et toutes brillantes.
Le documentaire a été réalisé par son fils, Nicholas Oulman. Avec des témoignages de Patricia Highsmith, Amos Oz, Amália Rodrigues et Mário Soares.

## Fiche technique
- Titre original : Com que voz
- Réalisation : Nicholas Oulman
- Production : Paulo de Sousa
- Montage : Patrícia Saramago
- Musique :
- Son : Quintino Bastos
- Durée : 108 min
- Format : Couleurs
- Langues : Portugais, Français et Anglais

## Distinctions
- Prix pour le meilleur premier documentaire au DocLisboa, Portugal (2009[2])